# I Will Remember You (Angel)
I Will Remember You conocido en América Latina como Siempre te recordaré y en España como Te recordaré es el octavo episodio de la primera temporada de la serie de televisión estadounidense Ángel. Escrito por David Greenwalt junto a Jeannine Renshaw y dirigido por David Grossman. Se estrenó originalmente el 23 de noviembre de 1999. El episodio tiene un cross over con el episodio Pangs de la cuarta temporada de la serie Buffy la cazavampiros.

## Argumento
Buffy sorprende a Ángel al visitar Los Ángeles para ver a su padre y de paso criticarlo por haber visitado Sunnydale para protegerla sin siquiera haberla saludado. Si bien la expareja se encontraba discutiendo muy seriamente, la plática es interrumpida por la llegada de un demonio Mohra al que logran herir a duras cuestas.
Ambos buscan el rastro del demonio por las alcantarillas pero es Ángel el que lo intercepta y lo mata. En la pelea, parte de la sangre del demonio Mohra se mezcla con la herida del vampiro, el cual como efecto lo transforma en un ser humano. Sorprendido por el acontecimiento un feliz Ángel trata de disfrutar los beneficios de ser humano de nuevo al caminar por el sol y comer alimentos humanos. No obstante también aprovecha para reanudar su noviazgo con la cazadora sin el temor de perder su alma en el progreso. 
Sin embargo Ángel no deja de pensar en las consecuencias que puede tener su transformación y por sugerencia de Doyle visita a los Oráculos, unos seres místicos superiores que lo saben todo, quienes le confirman al vampiro que no tiene nada de que preocuparse, aunque también le revelan que el demonio Mohra sigue vivo y que se está preparando para vengarse de la persona que lo mató.
A pesar de que ya no tiene sus poderes, un decidido Ángel decide enfrentarse al demonio con ayuda de Doyle y así no involucrar a Buffy. Pero Ángel y Doyle son fácilmente derrotados por el Mohra, quien muere a manos de la inoportuna Buffy. Advertido de que el Mohra ahora estará detrás de Buffy, confirmado por los oráculos, Ángel le suplica a los seres de convertirlo de nuevo en un vampiro con alma. Los Oráculos le comentan que lo único que pueden hacer es regresar el tiempo 24 horas antes de todo lo acontecido para que Ángel mate al demonio sin convertirse en humano, pero también le advierten que solo él tendrá los recuerdos del día para evitar que los mismos acontecimientos se repitan.
Un triste Ángel acepta la propuesta y se lo comenta a Buffy, quien se enfurece con el por haber sacrificado probablemente su última oportunidad de vivir juntos. Ángel le dice que lo siente y ambos se abrazan mientras el tiempo vuelve atrás. El tiempo los regresa justo en el momento en que Buffy llega a Investigaciones Ángel y la repentina aparición del demonio Mohra. Ángel, nuevamente como vampiro, aprovecha la oportunidad para matar limpiamente y de un solo golpe al demonio salvándole la vida a su amada y quedando como el único testigo de la noche que compartió con la cazadora.

## Elenco

### Principal
- David Boreanaz como Ángel.
- Charisma Carpenter como Cordelia Chase.
- Glenn Quinn como Allen Francis Doyle.

## Continuidad
- Crossover con Buffy: Este episodio es una secuela del episodio Pangs emitido irónicamente justo antes.
- Este episodio marca el último encuentro entre Buffy Summers y Cordelia Chase quienes no volvieron a compartir ninguna otra escena en toda la franquicia.
- Aparecen por primera vez los oráculos, dos seres místicos, hermano y hermana, de carácter superior y algo orgulloso que aparecen hasta el final de temporada de la serie.

## Recepción y críticas
Este episodio fue llamado el mejor de toda la serie por una encuesta realizada para la revista Ángel.